# Călienii Vechi
Călienii Vechi – wieś w Rumunii, w okręgu Vrancea, w gminie Nănești. W 2011 roku liczyła 598
mieszkańców